# Karkówka
Karkówka is een plaats in het Poolse district  Stalowowolski, woiwodschap Subkarpaten. De plaats maakt deel uit van de gemeente Zaklików en telt 220 inwoners.